# Ryan Tunnicliffe
Pour les articles homonymes, voir Tunnicliffe.
Ryan Tunnicliffe, né le 30 décembre 1992 à Heywood (Grand Manchester), est un footballeur anglais qui évolue au poste de milieu de terrain.

## Biographie
Le 31 janvier 2014, il rejoint Fulham. Dès février 2014, il est prêté à Wigan jusqu'à la fin de la saison.
Le 1er septembre 2014 il est prêté à Blackburn Rovers.
Le 20 janvier 2017, il est prêté à Wigan Athletic.
Le 29 juillet 2017, il rejoint Millwall.
Le 1er juillet 2019, il rejoint Luton Town.
Le 26 juin 2021, il rejoint Portsmouth.